# Holevad Kirke
Holevad Kirke ligger i den lille landsby Holevad ca. 5 km NØ for Assens i Region Syddanmark.

## Eksterne kilder og henvisninger
- Wikimedia Commons har flere filer relateret til Holevad Kirke
- Holevad Kirke hos KortTilKirken.dk